# Пихеон, Анастасиос
Анастасиос Пихеон (греч. Αναστάσιος Ηλία Πήχεων; 1836, Охрид — 24 марта 1913, Кастория) — греческий революционер.
Семья Пихеона происходила из села Сиписха, недалеко от греческого города Мосхополис в Северном Эпире (ныне Албания). После разрушения Мосхополиса турко-албанцами в 1769 году в связи с русско-турецкой войной и греческой поддержкой русского флота семья переселилась в Охрид.
Пихеон получил учительское образование в Афинах. С 1852 года работал учителем в Битоле, затем в Кастории. В 1867 году Пихеон вместе с другими греками и аромунами из Монастира-Битола, Клисуры и Эпира создает «Новую Филики Этерия», ставившую перед собой цель воссоединения Македонии с Грецией.
Раскрытие организации Пихеона, так называемые «Пихеоновские события», вызвали гонения турецких властей против греческого населения и резкое обострение отношений между Османской империей и Греческим королевством, с отзывом греческого консула из Монастира. В 1887 году Пихеон был арестован турецкими властями, вместе с другими греческими революционерами из Мегарово, Клисуры, Невеска, Тырново, Миловиста, Власти, Хруписта, Кастории и Охрида, и выслан в Сирию. Пихеону удалось бежать и вернуться в Западную Македонию, где он продолжил свою борьбу.
Сын Пихеона Филолаос Пихеон (греч. Φιλόλαος Αναστασίου Πήχεων; 1875—1947), также революционер, под именем капитан Филотас возглавлял партизанский отряд в районе Кастории в 1905 году, под именем капитан Лаврас — отряд в районе Морихово в 1907 года, с началом Балканских войн в 1912 году вступил в греческую армию и во главе отряда греческой армии первым вошёл в Касторию незадолго до смерти своего отца.